# Torneo di San Sebastián 1912

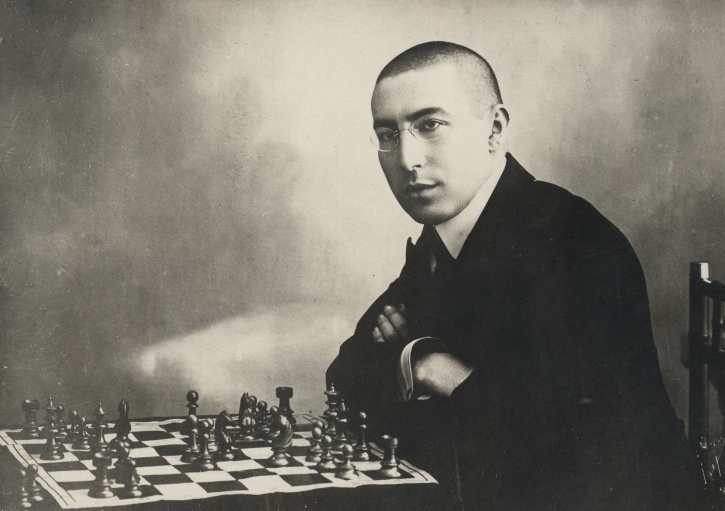
Akiba Rubinstein, vincitore del torneo.

Il torneo di San Sebastián 1912 è stato un torneo internazionale di scacchi che si è svolto a San Sebastián, in Spagna, dal 19 febbraio al 23 marzo 1912.

## Storia
Organizzato con la formula del doppio turno, vi parteciparono 11 maestri di sette diversi paesi e si svolse, come il torneo dell'anno precedente, nei locali del "Gran Casinó de San Sebastián".
Fu vinto da Akiba Rubinstein con 13,5 punti su 20 partite. L'ultimo turno fu decisivo, in quanto vide di fronte Nimzovich con 13 punti e Rubinstein con 12½; una patta sarebbe stata sufficiente a Nimzovich per vincere il torneo, ma perse la partita e quindi il primo posto del torneo.
San Sebastián 1912 è stato il primo di una serie di cinque tornei consecutivi vinti da Rubinstein nello stesso anno (San Sebastián, Breslavia, Bad Pistyan, Varsavia e Vilnius), un record rimasto insuperato.
Oltre al rimborso delle spese, vi furono i seguenti premi: al primo classificato 5 000 franchi, al secondo 3 000 franchi, al terzo 2 000 franchi, al quarto 1 500 franchi. Gli altri giocatori ricevettero 100 franchi per ogni punto ottenuto.

## Tabella del torneo
| #  | Giocatore                    | 1  | 2  | 3  | 4  | 5  | 6  | 7  | 8  | 9  | 10 | 11 | Totale |
| 1  | Akiba Rubinstein (POL)       | ** | ½1 | 01 | ½1 | ½½ | 1½ | 01 | 11 | ½½ | ½1 | ½- | 12½    |
| 2  | Aron Nimzovich (LVA)         | ½0 | ** | 01 | 1½ | 0½ | 11 | 11 | ½½ | ½½ | 11 | ½- | 12     |
| 3  | Rudolf Spielmann (AUT)       | 10 | 10 | ** | 10 | 1½ | ½1 | ½½ | ½1 | ½½ | 1½ | 1- | 12     |
| 4  | Siegbert Tarrasch (DEU)      | ½0 | 0½ | 01 | ** | 11 | 01 | ½0 | ½½ | 11 | 11 | 1- | 11½    |
| 5  | Julius Perlis (POL)          | ½½ | 1½ | 0½ | 00 | ** | 1½ | ½1 | ½½ | ½½ | 1½ | ½- | 10     |
| 6  | Frank J. Marshall (USA)      | 0½ | 00 | ½0 | 10 | 0½ | ** | ½1 | 1½ | ½½ | 11 | 1- | 9½     |
| 7  | Oldřich Duras (CSK)          | 10 | 00 | ½½ | ½1 | ½0 | ½0 | ** | ½½ | ½1 | 01 | ½- | 8½     |
| 8  | Carl Schlechter (AUT)        | 00 | ½½ | ½0 | ½½ | ½½ | 0½ | ½½ | ** | ½½ | 1½ | ½- | 8      |
| 9  | Richard Teichmann (DEU)      | ½½ | ½½ | ½½ | 00 | ½½ | ½½ | ½0 | ½½ | ** | ½½ | ½- | 8      |
| 10 | Paul Saladin Leonhardt (DEU) | ½0 | 00 | 0½ | 00 | 0½ | 00 | 10 | 0½ | ½½ | ** | 1- | 5      |
| 11 | Leó Forgács (HUN) [3]        | ½- | ½- | 0- | 0- | ½- | 0- | ½- | ½- | ½- | 0- | ** | 3      |